# ジェームズ・チケレマ
ジェームズ・チケレマ（本名: ジェームズ・ロバート・ダンバザ・チケレマ、英: James Robert Dambaza Chikerema、1925年4月2日 - 2006年3月22日）は、ジンバブエの政治家、1950年代から1980年代にかけてのローデシア紛争・ジンバブエ独立運動に参加した。

## 生涯
1925年4月2日にローデシアのソールズベリー（ハラレ）近郊のクタマ（英語: Kutama, Zimbabwe）でショナ人の父の下に生まれ、1950年代から独立運動に関わるようになり、1974年にはジンバブエ解放戦線の議長としてルサカ会談に参加、1977年に統一アフリカ民族評議会（UANC）の副議長に就任する。ジンバブエ・ローデシア成立時にムゾレワ政権にも参画するが、1979年6月にUANCを脱退してジンバブエ民主党（ZDP）を結成する。1980年2月の総選挙にはZDPとして臨むが、議席を獲得することができず、政界から姿を消す。
2004年にアメリカに渡り、2006年3月22日に同国で亡くなる。同年にジンバブエで開かれた葬儀にはロバート・ムガベも参列した。

## 評価
白人優位の体制だったローデシアで黒人参政権の獲得、独立運動に取り組んだ先駆者として知られている。一方、親戚でもあるロバート・ムガベとは政治的に対立関係にあり、ムガベの大統領在任時には功績を公的に認められることはなかった。
ムガベの大統領退任後、ジンバブエ国内でチケレマを再評価する動きがあり、2022年にエマーソン・ムナンガグワはチケレマが独立の貢献者であることを国家として認めることを宣言した。